# Ruin (ukrainische Geschichte)
Der Ruin (ukrainisch Руїна) ist in der Historiografie der Name einer 30 Jahre langen Periode in der Geschichte der Ukraine, die den Verfall ihrer erst jungen Eigenstaatlichkeit, des Hetmanats, einleitete. Sie war geprägt durch das Manövrieren in der Rivalität der benachbarten Großmächte, scharfe außenpolitische Seitenwechsel, innere Machtkämpfe, Aufstände und Verwüstungen. Der Ruin begann nach dem Tod von Bohdan Chmelnyzkyj im Jahr 1657 und endete nach gängiger Definition ca. im Jahr 1687.

## Verlauf

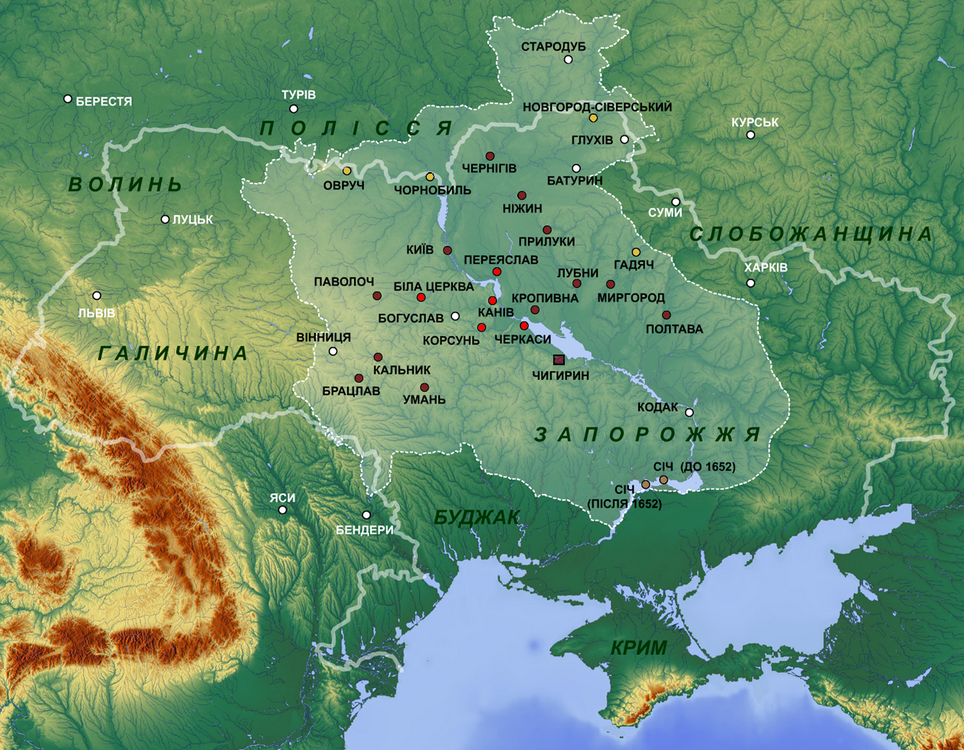
Das Hetmanat Bohdan Chmelnyzkyjs

Bohdan Chmelnyzkyj war ein charismatischer, willensstarker und unbestrittener Anführer der ukrainischen Saporoger Kosaken, der einen großflächigen nationalen Befreiungsaufstand (1648–1657) gegen Polen-Litauen organisierte. Er gründete 1648 das Hetmanat und bemühte sich um die Unterstützung Russlands, die 1654 im Vertrag von Perejaslaw festgeschrieben wurde. Es begann der Russisch-Polnische Krieg. Durch einen erfolgreichen Vormarsch der russisch-kosakischen Armee wurde das Hetmanat zu einem ausgedehnten protostaatlichen Gebilde beiderseits des Dneprs unter dem Protektorat Russlands.

### Iwan Wyhowskyjs propolnisches Manöver

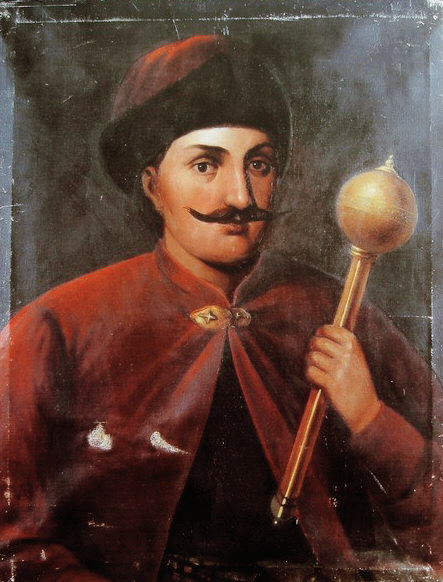
Hetman Iwan Wyhowskyj

Nach dem Tod Chmelnyzkyjs machte sein Nachfolger Iwan Wyhowskyj plötzlich eine außenpolitische Kehrtwende und band das Hetmanat im Vertrag von Hadjatsch im Austausch gegen persönliche Privilegien für die kosakische Oberschicht wieder an die polnische Krone. Zahlreiche Regimente (territoriale Verwaltungseinheiten), vor allem in der Linksufrigen Ukraine, rebellierten gegen diese Entscheidung. Angeführt wurde der Aufstand von Jakiw Barabasch und Martyn Puschkar. Wyhowskyj sicherte sich die Militärhilfe der Krimtataren und schlug den Aufstand gegen sich, dessen Zentrum in Poltawa lag, blutig nieder. Die verbündeten Krimtataren bezahlte er damit, dass sie die ihm gegenüber illoyale Bevölkerung als Jassyr, das heißt als Sklaven, erbeuten durften.
Ein Angriff auf die russische Garnison Kiews scheiterte. Russland reagierte mit der Entsendung einer Armee gegen Wyhowskyj, verlor aber 1659 die Schlacht von Konotop gegen die Krimtataren und Wyhowskyjs Kosaken. Dies brachte Wyhowskyj jedoch keine Vorteile, da er schon bald von den Kosaken gestürzt wurde. Sie wählten Jurij Chmelnyzkyj zum Hetman, den noch sehr jungen Sohn Bohdan Chmelnyzkyjs.

### Jurij Chmelnyzkyjs propolnisches Manöver

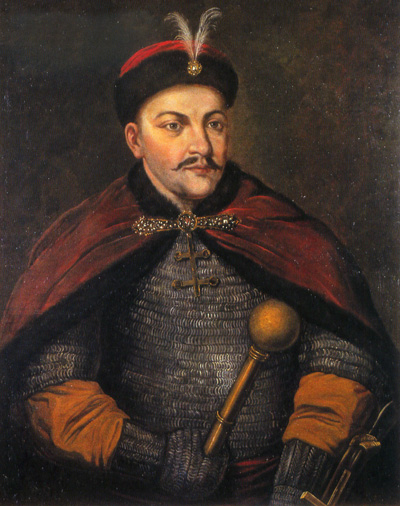
Hetman Jurij Chmelnyzkyj

1659 kam es zu einer Erneuerung des Vertrags von Perejaslaw und einem neuen kollektiven Treueeid auf den Zaren. Diesmal war die Autonomie der Kosaken allerdings deutlich eingeschränkter. 1660 konnte Polen-Litauen nach dem Frieden von Oliva mit Schweden deutlich mehr Soldaten gegen Russland und die Kosaken ins Feld führen, hinzu kam ein Bündnis mit dem Krimkhanat. Nach der verlorenen Schlacht bei Slobodyschtsche unterstellte der erst 19-jährige Jurij Chmelnyzkyj das Hetmanat abermals dem polnischen König. Dadurch musste das russische Heer von Wassili Scheremetew bei Tschudniw kapitulieren. Erneut rebellierte die Linksufrige Ukraine, diesmal angeführt von Jakym Somko und Wassyl Solotarenko, gegen die Unterordnung unter die verhasste polnische Szlachta. Das Hetmanat zerbrach entlang des Dneprs in zwei Teile. Die Linksufrige Ukraine wählte fortan ihren eigenen Hetman. Jurij Chmelnyzkyj versuchte mit Hilfe der Krimtataren und der Polen, die Kontrolle über die Linksufrige Ukraine zurückzuerlangen. 1661 scheiterte er mit zwei Belagerungen von Perejaslaw. In der Schlacht bei Kaniw 1662 erlitt er durch die Russen unter Grigori Romodanowski und die linksufrigen Kosaken eine vernichtende Niederlage. Seine Gegner konnten jedoch im Gegenzug genauso wenig die Rechtsufrige Ukraine unter ihre Kontrolle bringen.

### Zweigeteilte Ukraine zwischen drei Großmächten
1663 wählten die linksufrigen Kosaken Iwan Brjuchowezkyj zum Hetman. In der Rechtsufrigen Ukraine wurde Jurij Chmelnyzkyj gestürzt und durch Pawlo Teterja ersetzt. Der polnische König, die Kosaken von Teterja und die Krimtataren unternahmen im Winter 1663/1664 einen großangelegten Feldzug gegen die Linksufrige Ukraine, der jedoch bald scheiterte. Der Misserfolg begann bei der verlustreichen Belagerung von Hluchiw. Iwan Sirko, der Ataman der Saporoger Sitsch, griff zusammen mit einem russischen Verband das Krimkhanat an, so dass der Khan seine Truppen schnell nach Süden abziehen musste. König Johann II. Kasimir, der den Feldzug in Sewerien persönlich anführte und eigentlich bis nach Moskau marschieren wollte, verlor gegen die Russen und Brjuchowezkyj mehrere weitere Schlachten und erlebte in der Winterlandschaft ein Desaster, das dem späteren Rückzug Napoléons aus Russland ähnelte. In der Rechtsufrigen Ukraine entbrannte daraufhin ein Aufstand gegen die polnische Herrschaft, der von den Polen nur mit äußerster Kraftanstrengung und Brutalität unterdrückt werden konnte. Dabei wurde unter anderem der polnische Nationalheld Stefan Czarniecki getötet. Trotz rigoroser Maßnahmen war Polen in dieser Phase zu schwach, um den Sturz seines Protegés Teterja und die Wahl von Petro Doroschenko zum rechtsufrigen Hetman zu verhindern. Dieser unterstellte sich dem Osmanischen Reich und dessen Vasall, dem Khan der Krim. Es begann der Tatarisch-Kosakisch-Polnische Krieg 1666–1671, der weite Teile der Rechtsufrigen Ukraine verheerte.
Brjuchowezkyj wurde vom Zaren für seine Dienste bei der Abwehr der Feldzugs von Johann II. Kasimir ausgezeichnet. 1665 unterschrieb Brjuchowezkyj einen neuen Vertrag mit Moskau, bei dem die Autonomie des Hetmanats noch weiter eingeschränkt wurde. Dies und die Unterzeichnung des Vertrags von Andrussowo zwischen Moskau und Warschau, bei dem ohne Rücksprache mit den Kosaken die Teilung des Hetmanats vertraglich festgeschrieben wurde, verärgerte das Umfeld Brjuchowezkyjs, das ihn zu einem Bruch mit Moskau zu drängen begann. Doroschenko warb für eine Wiedervereinigung des Hetmanats unter osmanischer Herrschaft und zog viele linksufrige Kosaken auf seine Seite. Er versprach Brjuchowezkyj, die eigene Macht abzugeben und ihn zum Hetman beider Seiten des Dneprs zu machen, falls dieser sich gegen Moskau wendet. Brjuchowezkyj gab dem Druck nach und griff die russischen Truppen an, die in der Linksufrigen Ukraine stationiert waren. Doroschenko hielt sich jedoch nicht an sein Versprechen und forderte nun von Brjuchowezkyj, sich ihm zu unterwerfen. Als er in der Linksufrigen Ukraine einmarschierte, kam es zu einem Treffen der beiden Hetmanen. Doroschenko ließ Brjuchowezkyj bei den Verhandlungen hinterhältig festnehmen und wenig später vom wütenden Mob lynchen.
Für einen kurzen Moment triumphierte Doroschenko, doch die Macht in der Linksufrigen Ukraine entglitt ihm bald wieder. Die Linksufrige Ukraine erhielt von Doroschenko keine Hilfe im Kampf gegen Russland und entschied sich stattdessen für eine erneute Verständigung mit dem Zaren. Zum nächsten linksufrigen Hetman wurde Demjan Mnohohrischnyj gewählt. Doroschenko kam indes immer mehr in der Rechtsufrigen Ukraine unter Druck, als ihm Mychajlo Chanenko die Macht streitig machte. Doroschenko profitierte von der osmanischen Großoffensive gegen Polen und dem Frieden von Buczacz und konnte seine Macht als osmanischer Vasall zunächst wieder behaupten. Allerdings verwüsteten die Krimtataren und die Osmanen im Zuge des Krieges gegen Polen seine Gebiete und führten viele Menschen in die Sklaverei ab. Viele flohen in die Linksufrige Ukraine, vor allem in die Sloboda-Ukraine. Doroschenko wurde zu einem in der Bevölkerung verhassten Statthalter der Osmanen.

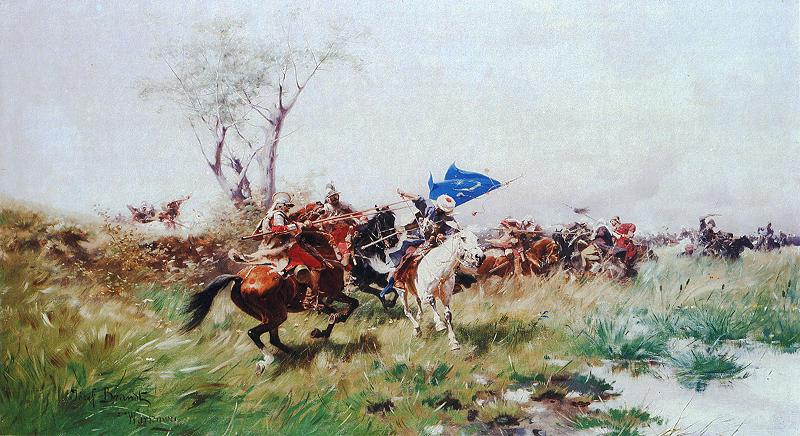
Kampf der Polen und der Osmanen

Da Polen-Litauen die Rechtsufrige Ukraine an das Osmanische Reich abgetreten hatte, sah sich Russland in Bezug auf sie nicht mehr an die Verpflichtungen aus dem Frieden von Andrussowo gebunden. Der Woiwode Grigori Romodanowski und der neue linksufrige Hetman Iwan Samojlowytsch unternahmen 1674 einen Feldzug in die Rechtsufrige Ukraine. Auf einer Kosakenrada, auf der Doroschenko nicht erschienen war, wählten alle rechtsufrigen Regimente Samojlowytsch zum Hetman, der somit die Herrschaft über beide Teile des Hetmanats auf sich vereinte. Doroschenko zog sich nach Tschyhyryn zurück und rief den osmanischen Sultan um Hilfe. Dieser schickte eine große osmanische Armee. Die Russen und Samojlowytsch zogen sich vorerst zurück. Die Osmanen und Doroschenko nahmen brutale Rache an den „Verrätern“. Zugleich tobte in der Rechtsufrigen Ukraine der erneute Osmanisch-Polnische Krieg, der das Land verwüstete. Die Machtbasis Doroschenkos erodierte bis aufs Äußerste. Die Russen und die linksufrigen Kosaken unternahmen 1676 einen weiteren Feldzug gegen Doroschenkos Sitz Tschyhyryn und nahmen ihn schließlich gefangen.
Der Russisch-Türkische Krieg 1676–1681 war von intensiven Kämpfen um die Stadt Tschyhyryn gekennzeichnet. Die Osmanen und Tataren griffen die Stadt in den Jahren 1677 und 1678 an und zerstörten sie nach sehr verlustreichen Kämpfen schließlich (Tschyhyryn-Feldzüge). In der Rechtsufrigen Ukraine, die seit dem Vertrag von Żurawno osmanisch war, setzten die Osmanen erneut Jurij Chmelnyzkyj als Hetman ein, der sehr tyrannisch herrschte. Die Flucht der Bevölkerung nach Osten hielt an. Der Frieden von Bachtschyssaraj 1681 beendete den russisch-türkischen Krieg und hielt den Status quo fest.
Polen-Litauen und das Osmanische Reich bekriegten sich ab 1683 weiter im Großen Türkenkrieg. Schauplatz der Kämpfe war wieder mal die bereits stark verwüstete Rechtsufrige Ukraine. Der „Ewige Friede“ zwischen Polen-Litauen und Russland 1686 knüpfte an den Waffenstillstand von Andrussowo von 1667 an und regelte die russische Zugehörigkeit Kiews, für das die Russen 146.000 Rubel bezahlten (Kauf Kiews).
Das Ende des „Ruins“ wird überwiegend mit dem Jahr 1687 in Verbindung gebracht und der Einsetzung von Iwan Masepa als Hetman der Linksufrigen Ukraine. Insgesamt war die Ukraine aber von einer Befriedung weit entfernt. Bis 1699 tobte der Große Türkenkrieg, in der Westukraine zwischen Polen und den Osmanen, in der Ostukraine zwischen Russland und den Krimtataren (Krimfeldzüge).

## Fazit
Politisch, wirtschaftlich und demografisch war der „Ruin“ eine sehr destruktive Epoche in der Geschichte des Landes. Vom Staat Bohdan Chmelnyzkyjs blieb nur noch ein Schatten übrig. In der verwüsteten Rechtsufrigen Ukraine liquidierten die Polen ab 1699 (Frieden von Karlowitz) das Hetmanat komplett. In der Linksufrigen Ukraine blieb es nur mit einer beschränkten und stark von Moskau kontrollierten Autonomie (Kolomak-Vertrag) bestehen. Externe Faktoren wie die Rivalität der benachbarten Großmächte überlagerten sich mit internen Faktoren wie den Machtkämpfen innerhalb der Kosakenreihen. Die Ukraine erwies sich als unfähig, eine starke Führungspersönlichkeit und eine national orientierte Elite zu entwickeln, die über einen längeren Zeitraum einen steten politischen Kurs verfolgte, der auf nationalen Interessen statt auf den Machtinteressen enger Gruppen in der Kosakenelite (ukrainisch Козацька старшина) basierte.